# Alexandre de Beauharnais
Pour les articles homonymes, voir Beauharnais.
Alexandre François Marie de Beauharnais, né à Fort-Royal (Martinique) le 28 mai 1760 et mort guillotiné à Paris le 5 thermidor an II (23 juillet 1794), est un planteur esclavagiste et militaire français, général de la Révolution et de l'Empire. Il fut également le premier mari de Joséphine de Beauharnais, future épouse de Napoléon Bonaparte. Ses deux enfants, Eugène et Hortense, seront adoptés par Napoléon. Eugène sera vice-roi d'Italie et Hortense sera reine de Hollande. Par elle, il est le grand-père de Napoléon III.

## Biographie

### Famille
Fils de François de Beauharnais (1714-1800), baron de Beauville, marquis de La Ferté-Beauharnais et de Henriette Pyvart de Chastullé, Alexandre est né en 1760 à Fort-Royal, dans la colonie de la Martinique. Il est le frère cadet de François de Beauharnais (1756-1846), marquis de La Ferté-Beauharnais. Sa marraine n'est autre que Désirée Renaudin, née Tascher de la Pagerie, la maîtresse de son père[réf. nécessaire]. C'est elle qui suggérera au vieux marquis qu'Alexandre pourrait épouser l'une de ses nièces : Catherine Désirée ou Marie-Josèphe-Rose (plus connue sous le nom de Joséphine de Beauharnais). La première étant décédée en 1777, ce sera la seconde qui sera choisie. Elle a seize ans, il en a dix-neuf.
Il ira au collège du Plessis à Paris, puis passera deux ans à l'université de Heidelberg en Allemagne avant d'intégrer l'armée. 
En 1775, il entre dans la 1re compagnie des mousquetaires en 1775 et est sous-lieutenant dans le régiment de Sarre-Infanterie en 1776, étant notamment en garnison dans la région du Conquet dans le Finistère et au Fort de Bertheaume jusqu'en 1779.
Mais il sait déjà que sa carrière ne sera pas celle qu'il attendait : sa famille, ayant des titres de noblesse d'ancienneté insuffisante, ne pouvait être "présentée" à la Cour ni accéder aux carrosses royaux. Malgré de nombreuses absences de son régiment, il sera pourtant nommé Capitaine en 1779.
Il épouse le 13 décembre 1779 en l'église Saint-Sulpice de Noisy-le-Grand, Marie-Josèphe de Tascher de la Pagerie, qui sera mieux connue sous le nom de Joséphine de Beauharnais, future impératrice des Français, dont il eut deux enfants, Eugène en 1781, et Hortense en 1783.

### Carrière militaire
Il aura un protecteur puissant en la personne du duc de la Rochefoucauld qui lui assurera un début de carrière relativement facile, malgré ses absences répétées. Il commence par servir dans le régiment Sarre-Infanterie comme sous-lieutenant. En septembre 1782, trouvant que son avancement n'est pas assez rapide, il se porte volontaire pour aller combattre les Anglais à la Martinique. Mais quand il arrive, la guerre est finie, avec le traité de Versailles de janvier 1783. Le 3 juin 1784, il entre dans le régiment Royal-Champagne cavalerie et sera major en 1788.

### Carrière politique
Le bailliage de Blois va l'envoyer comme représentant de la noblesse aux États Généraux, puis il sera élu à l'Assemblée constituante où il aura un rôle actif dans les événements de la nuit du 4 août destinés à mettre fin au système féodal. Il fera partie des Jacobins qu'il présidera, et occupera le fauteuil de la présidence de l'assemblée constituante le 18 juin 1791 lors de la fuite du roi.

### Retour au service actif
À la fin de l'Assemblée constituante en septembre, ses membres n'étant pas ré-éligibles, il doit rejoindre l'armée. Il est depuis le 25 août adjudant-général avec rang de lieutenant-colonel. En avril 1792, il part pour l'armée du Nord ; il commanda le camp de Soissons, sous les ordres de Custine. En mai il est promu adjudant-général avec rang de colonel et envoyé à Metz sous les ordres du général Luckner. Le 7 septembre 1792, il est promu maréchal de camp (général de brigade) et chef d'État-major dans l'armée en formation à Strasbourg. Le 8 mars 1793, il est lieutenant général commandant de la division du Haut-Rhin. Le 23 mai 1793, il devient commandant en chef de l'armée du Rhin. Le 13 juin 1793, il est proposé pour être nommé ministre de la Guerre, mais il refuse. Le poste est particulièrement risqué pour un « ci-devant » (terme utilisé pour désigner un ancien noble).
Après la perte de Mayence, le 23 juillet 1793, qui lui est attribuée, il démissionne et rentre chez lui sans ordre de son ministère. Il consacre ainsi six mois à la gestion de La Ferté-Beauharnais en tant que maire. Finalement arrêté en janvier 1794, il comparaît devant le Tribunal révolutionnaire pour trahison et complicité de conspiration et est enfermé dans la prison des Carmes où son épouse le suit peu après. Le 22 juillet, il est condamné à mort, guillotiné à Paris le 5 thermidor an II (23 juillet 1794) sur la place du Trône-Renversé (aujourd'hui place de la Nation), et inhumé dans une des fosses du cimetière de Picpus.
Il fut l'amant d'Amélie Zéphyrine de Salm-Kyrburg, épouse du prince Aloys Antoine de Hohenzollern-Sigmaringen et son dernier amour sera Delphine de Custine qu'il rencontre à la prison des Carmes pendant que son épouse file des amours tumultueuses avec le général Hoche, et sera épargnée par « la grande faucheuse de la Révolution ».

### Postérité
Alexandre de Beauharnais et Joséphine auront deux enfants : 
- un fils, Eugène (1781-1824), qui sera vice-roi d'Italie après avoir été adopté par Napoléon.
- une fille Hortense (1783-1837 - son père contesta un moment sa paternité), la reine Hortense, qui épouse Louis Bonaparte et sera reine de Hollande, et que Napoléon adopta également (il deviendra ainsi tout à la fois son beau-père, son père adoptif et son beau-frère) ; elle est la mère de Napoléon III.

Il laissera en outre une fille adultérine, Marie-Adélaïde dite Adèle (Cherbourg, 1786 - Paris, 1869), née de Sophie de La Ferté,, et qui épousa en 1804 François-Michel-Auguste Lecomte, capitaine d'infanterie et aide de camp du général Meunier.
Les papiers personnels d'Alexandre de Beauharnais et de la famille Beauharnais sont conservés aux Archives nationales sous la cote 251AP.
Possédant avec son frère François plantations et esclaves dans la colonie de Saint-Domingue, et son fils Eugène étant mort en 1824, ce sont cinq de ses petits enfants, Eugénie, Auguste, Amélie, Théodelinde et Maximilien, qui, en 1826, hériteront chacun de 15 200 francs or dans le cadre de l'indemnisation des anciens colons français par la République d'Haïti,.

#### Sources primaires
- 1790 - Décrets rendus sur l'avancement du corps du génie, précédés du rapport fait au nom du Comité militaire
- 1791 - Décret de l'Assemblée nationale, sur les réclamations des lieutenans-colonels de l'armée, précédé du rapport fait au nom du Comité mitlitaire, le 15 février 1791
- 1791 - Rapport sur la suppression de la Prévôté de l'hôtel, & la création de deux nouvelles compagnies de Gendarmerie nationale; suivi des décrets rendus par l'Assemblée nationale, le 10 mai 1791, sur la suppression de ladite compagnie, & sa création en deux de Gendarmerie nationale

#### Ouvrages historiques
- Jean-Claude Fauveau, Joséphine, l'impératrice créole : l'esclavage aux Antilles et la traite pendant la Révolution française, Paris, Éditions L'Harmattan, coll. « Roman historique », 2010, 390 p. (ISBN 978-2-296-11293-3, OCLC 758697251, présentation en ligne).
- Érick Noël, Les Beauharnais : Une fortune antillaise 1756-1796, Genève, Droz, 2003, 422 p. (ISBN 2-600-00892-6, lire en ligne)